# Golf aux Jeux olympiques de 1904
Navigation
Paris 1900 Rio de Janeiro 2016

Résultats des épreuves de golf aux Jeux olympiques d'été de 1904 à Saint-Louis aux États-Unis.

## Podiums
| Catégorie  | Or | Argent | Bronze |
| ---------- | --- | --- | --- |
| Individuel | George Lyon | Chandler Egan | Burt McKinnie Francis Newton |
| Par équipe | États-Unis Western Golf Association Edward Cummins Kenneth Edwards Chandler Egan Walter Egan Robert Hunter Nathaniel Moore Mason Phelps Daniel Sawyer Clement Smoot Warren Wood | États-Unis Trans-Mississippi Golf Association John Cady Albert Lambert John Maxwell Burt McKinnie Ralph McKittrick Francis Newton Henry Potter Frederick Semple Stuart Stickney William Stickney | États-Unis United States Golf Association Douglass Cadwallader Jesse Carleton Harold Fraser Arthur Hussey Orus Jones Allen Lard George Oliver Simeon Price John Rahm Harold Weber |

## Nations participantes
Au total, 77 golfeurs de 2 nations ont concouru aux Jeux olympiques de St. Louis :
- Canada (3)
- États-Unis (74)

## Tableau des médailles
| Rang | Nation     | Or | Argent | Bronze | Total |
| ---- | ---------- | -- | ------ | ------ | ----- |
| 1    | États-Unis | 1  | 2      | 3      | 6     |
| 2    | Canada     | 1  | 0      | 0      | 1     |